# Smash Hits
Smash Hits je naslov kompilacije skupine The Jimi Hendrix Experience, iz leta 1969. 

## Seznam skladb
1. Purple Haze
2. Fire
3. The Wind Cries Mary
4. Can You See Me
5. 51st Anniversary
6. Hey Joe
7. Stone Free
8. The Stars That Play with Laughing Sam's Dice
9. Manic Depression
10. Highway Chile
11. Burning of The Midnight Lamp
12. Foxy Lady